# Hans-Werner Hunziker

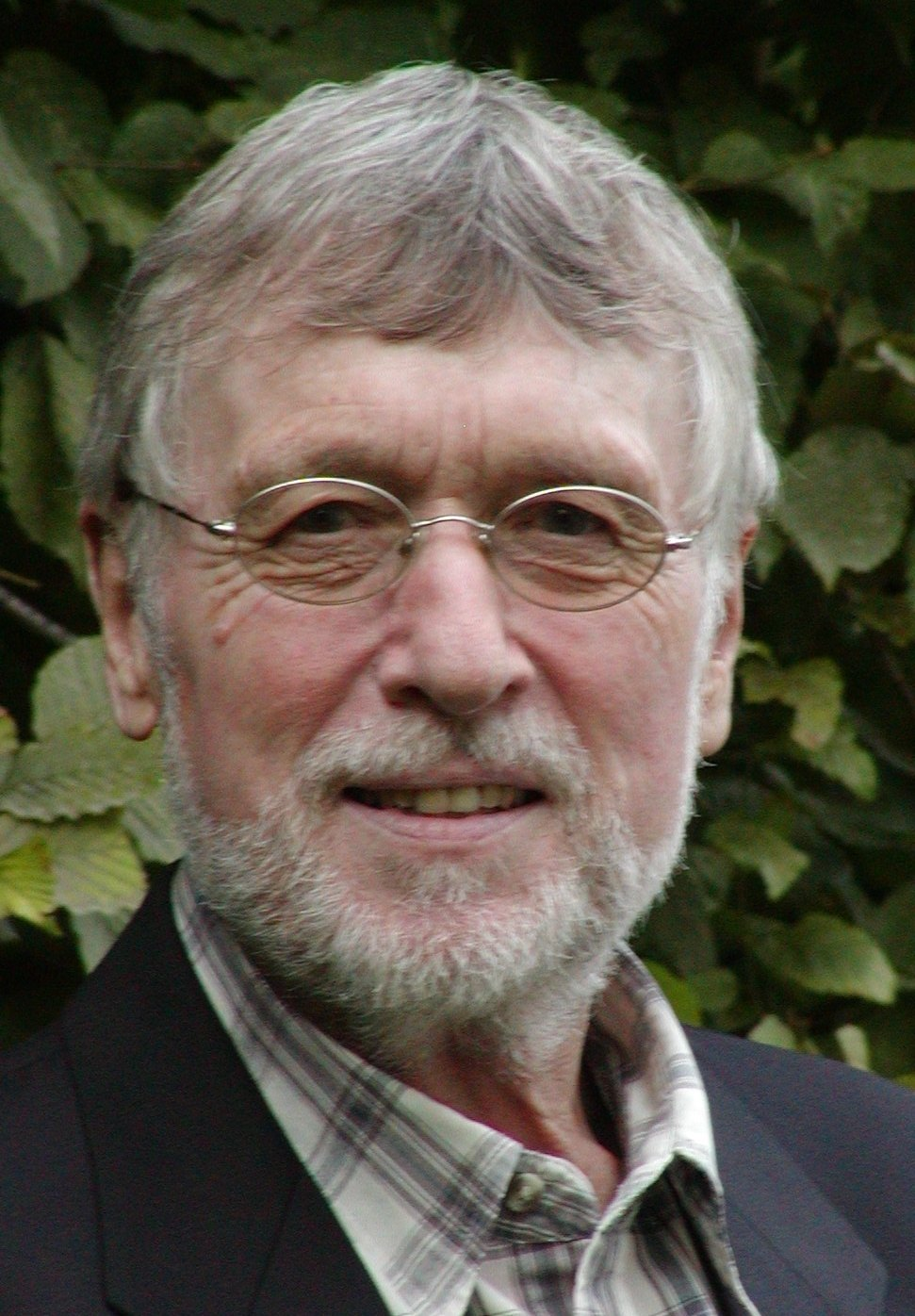
Hans-Werner Hunziker

Hans-Werner Hunziker (* 3. Juni 1934 in St. Gallen; † 20. Juli 2011 in Thalwil) war ein Schweizer Psychologe und Entwickler von Sprachlernprogrammen.

## Leben
Hunzikers Vorfahren waren Bauern aus dem Schweizer Mittelland und Seiler aus Toggenburg. Sein Vater, Werner Hunziker, von Beruf Zollbeamter, wurde 1939 nach Zürich versetzt. In St. Georgen, einem ländlichen Vorort von St. Gallen, besuchte Hans-Werner Hunziker die Primarschule, u. a. bei einem Lehrer, der Schüler schlug; so war er froh, dass er diese Schule verlassen und die Kantonsschule St. Gallen besuchen durfte. 1950 übersiedelte die Familie nach Bern.
1953 bestand Hunziker die Maturität am Städtischen Gymnasium Kirchenfeld in Bern. Er begann mit dem Psychologiestudium an der Universität Bern und belegte Vorlesungen und Praktika für die Ausbildung zum Sekundarlehrer für Sprachen. Im Wintersemester 1954/55 studierte er an der Sorbonne.
1956 führte er in einem Musical der Pfadfinderabteilung Regie. Im gleichen Jahr erhielt er das Diplom als Sekundarlehrer. 1957 trat er eine Stelle als Sekundarlehrer in Herzogenbuchsee an. Wenige Monate später erhielt er ein Stipendium der Miami University, Ohio. Dort wurde das Stipendium in eine halbe Assistentenstelle umgewandelt. Hunziker studierte nun Psychologie, Pädagogik und Englische Literatur an der Universität Bern. Er doktorierte 1963 bei Richard Meili. In seiner Dissertation Plastizität als Faktor der Spannungsüberwindung in Denkaufgaben verglich er die Intelligenzfaktoren mit Hilfe der Faktorenanalyse.

## Wirken
Nach einigen Jahren als Fremdsprachenlehrer (Englisch, Deutsch und Französisch an der Sekundarschule) und Forschungsarbeiten über die Bedeutung der Augenbewegungen beim Problemlösen wurde er von Philips Schweiz als Berater engagiert. Hunziker war Chefredaktor der Kundenzeitschrift Scola und organisierte Lehrerausbildungskurse über die Verwendung von Videoausrüstungen, Sprachlabors und anderer lerntechnologischer Hardware. 1968 erwarb er für Philips die Weltrechte der Language-Through-Pictures-Fremdsprachenlehrgänge von I. A. Richards und produzierte neue Studioaufnahmen für Compact Cassetten des Philips AAC-Sprachlernsystems. Daraus entwickelte sich eine eigenständige internationale Aktivität im Philips Konzern. Hunziker entwickelte für dieses Programm weitere Fremdsprachenkurse für das Selbststudium – von einfachen Kurzlehrgängen für Touristen in 34 Sprachen bis zu Lehrgängen in 17 Sprachen mit bis zu sechs verschiedenen Sprachstufen. Sein erstes Buch wurde von Entwicklern interaktiver Lernprogramme als Referenzwerk benutzt. Später verfasste er Bücher über Lerntechnologie. Er war auch der Verfasser des nichtlinearen interaktiven Lernprogramms der Schweizer Armee und arbeitete als Berater für eine Lehrmittelfirma. 1990 wurde er Direktor des Philips CD-i-Studios in Zürich, wo er sich auf die Entwicklung interaktiver Fremdsprachenlehrgänge auf CD-i spezialisierte. Für Philips organisierte und leitete er Seminare für Lehrerausbildung in verschiedenen Ländern: China, Indonesien, Australien, Südafrika und Japan.
1996 gründete er die Firma Hunziker Multimedia in Thalwil (Schweiz) zur Entwicklung interaktiver Lernprogramme auf CD-ROM. 1998 bis 2000 unterrichtete er Mediendidaktik und Wahrnehmungspsychologie an einem Lehrgang für Multimedia-Koordinatoren in Zürich. 2002 bis 2004 war er Dozent an der Hochschule für Heilpädagogik in Zürich (Computergestütztes Wahrnehmungstraining).

## Schriften
- Plastizität als Faktor der Spannungsüberwindung in Denkaufgaben. Eine feldtheoretisch-faktorenanalytische Untersuchung der Umstrukturierg von Problemsituationen; in: Zeitschrift für experimentelle und angewandte Psychologie. 1964, Heft 2, (Dissertation) Bern 1963 (PDF-Datei; 3 kB)
- Visuelle Informationsaufnahme und Intelligenz: Eine Untersuchung über die Augenfixationen beim Problemlösen; in: Schweizerische Zeitschrift für Psychologie und ihre Anwendungen.1970, Nr 1/2 (PDF-Datei; 3 kB)
- Audiovisuelles Lernen und kreatives Denken. Theorie und Praxis der Lernplanung und AV-Programmgestaltung. Zürich 1973
- Im Auge des Lesers. Foveale und periphere Wahrnehmung: Vom Buchstabieren zur Lesefreude. Zürich 2006, ISBN 3-7266-0068-X
- Magie des Hörens. Unbewusste Strategien der Hörwahrnehmung. Zürich 2011, ISBN 978-3-7266-0087-7.

## CD
- Adlerauge. 1998/2000, ISBN 3-7266-0047-7 (visuelles Wahrnehmungstraining: Buchstaben, Symbole, Zeichnungen)
- Supereule. 2000, ISBN 3-7266-0046-9 (auditives Wahrnehmungstraining: Töne, Klänge, Melodien, Silbenfolgen, Geräusche)
- Kalkmonster. 2001, ISBN 3-7266-0053-1 (visuelles und auditives Wahrnehmungstraining mit Zahlen und Mengen 1 bis 100)
- Klein Adlerauge. 2003, ISBN 3-7266-0062-0 (visuelles Wahrnehmungstraining: Spielsachen, Tiere, Gesichter, Objekte)
- Rennratte. 2005, ISBN 3-7266-0067-1 (visuelles Lesetraining: Test der Lesegeschwindigkeit und des Textverständnisses, Erkennen einzelner Buchstaben sowie von über 1800 der häufigsten deutschen Wörter)
- SpassKid. 2006, ISBN 3-7266-0073-6 (interaktives Training von gesprochenem und geschriebenem Hochdeutsch aus dem Zusammenhang von Bildgeschichten)